# Phở
Phở is een soep uit de Vietnamese keuken. De soep bevat rijstnoedels, verse kruiden, en meestal rundvlees of soms kippenvlees. Na het serveren voegt men naar eigen smaak koriander, limoen, mungboon, taugé, en chilipeper toe. In het zuiden van Vietnam worden hoisinsaus en sriracha vaak erbij geserveerd als dipsauzen, of om toe te voegen aan de soep zelf.
De oorsprong van het gerecht is onbekend. Phở is waarschijnlijk gebaseerd op regionale, vergelijkbare noedelgerechten. Het werd volgens inwoners van het dorp Vân Cù al gegeten vóór de Franse koloniale tijd. In de jaren 1920 werden wel de eerste phởrestaurants geopend in Hanoi.
De moderne vorm van phở stamt waarschijnlijk uit de vroege 20e eeuw. Runderen werden door de Vietnamezen tot die tijd voornamelijk gebruikt als werkdieren, en rundvlees werd weinig gegeten. De aanwezigheid van de Fransen zorgde voor een hogere vraag naar rundvlees, wat vervolgens leidde tot verkrijgbaarheid van runderbotten. Deze botten werden gekocht door Chinese arbeiders, die de botten gebruikten voor een gerecht genaamd ngưu nhục phấn, een soep met rijstnoedels, vlees, en groenten. Deze naam is mogelijk door de tijd heen verkort naar het woord phở. Een andere mogelijke verklaring is dat het gerecht gebaseerd is op xáo trâu, wat gemaakt werd met mihoen en het vlees van waterbuffels. Dit gerecht was populair onder de mensen rond de Rode Rivier. Rond 1908-1909 kwamen arbeiders in groten getale naar het gebied vanwege de scheepvaart, en werd het waterbuffelvlees vervangen door goedkoper, overgebleven rundvlees, om het gerecht te kunnen verkopen aan arbeiders.